# Brejo de Areia
Brejo de Areia – miasto i gmina w Brazylii, w Regionie Północno-Wschodnim, w stanie Maranhão.  
Ma powierzchnię 1059,28 km². Według danych ze spisu ludności w 2010 roku gmina liczyła 5577 mieszkańców, a gęstość zaludnienia wynosiła 15,39 osób/km². Dane szacunkowe z 2019 roku podają liczbę 9188 mieszkańców. 
Brejo de Areia graniczy od północy z gminą Altamira do Maranhão, od wschodu z Vitorino Freire, od zachodu z Santa Luzia, a od południa z Paulo Ramos.
W 2017 roku produkt krajowy brutto per capita wyniósł 6001,59 reali brazylijskich.
Gminę utworzono w 1994 roku, wcześniej tereny te administracyjnie były przynależne do gminy Altamira do Maranhão.